# فردونو
فيردونو هي بلدية (كوميون) في مقاطعة كونيو في منطقة بيدمونت الإيطالية، وتقع على بعد نحو 50 كيلومتر (31 ميل) جنوب شرق تورينو و45 كيلومتر (28 ميل) شمال شرق كونيو. في 31 ديسمبر 2004، كان عدد سكانها 523 نسمة ومساحتها 7.3 كيلومتر مربع (2.8 ميل2).
تقع فيردونو على حدود البلديات التالية: برا ولا مورا ورودي وسانتا فيتوريا دي ألبا.